# Anna Wyrubowa
Anna Aleksandrowna Wyrubowa, z domu Taniejewa (ros. Анна Александровна Вырубова; ur. 16 lipca 1884, zm. 20 lipca 1964 w Helsinkach) – bliska przyjaciółka ostatniej rosyjskiej carycy Aleksandry.
Ojciec Anny, Aleksandr Taniejew, był dyrektorem carskiej kancelarii i uznanym kompozytorem. Jej matką była Nadieżda Tołstoj. W domu rodzinnym Anny bywali ministrowie, artyści, muzycy. Anna uczęszczała na lekcje tańca, gdzie jej partnerem był niekiedy młody książę Feliks Jusupow, który należał do najbogatszej rodziny w kręgach rosyjskiej szlachty. Anna miała młodszą siostrę, Aleksandrę (żonę księcia Aleksandra Erykowicza von Pistolkors), i brata Siergieja.
Carycę Aleksandrę poznała mając siedemnaście lat. W 1901 roku, gdy Taniejewa zachorowała, w szpitalu odwiedziła ją właśnie caryca. Ten gest bardzo zachwycił Annę, która zapałała głębokim podziwem do dwudziestodziewięcioletniej Aleksandry. Kiedy wyzdrowiała, zaproszono ją do carskiego pałacu. Caryca zauważyła, że Anna bardzo dobrze śpiewa i gra na pianinie. Zaczęły więc śpiewać w duecie.

Anna nie uchodziła za piękność. Była pulchna i ciężka, ale miała jasne, niebieskie oczy, piękne usta oraz wiele wdzięku. Nieszczęśliwy romans Anny jeszcze bardziej przybliżył je do siebie.

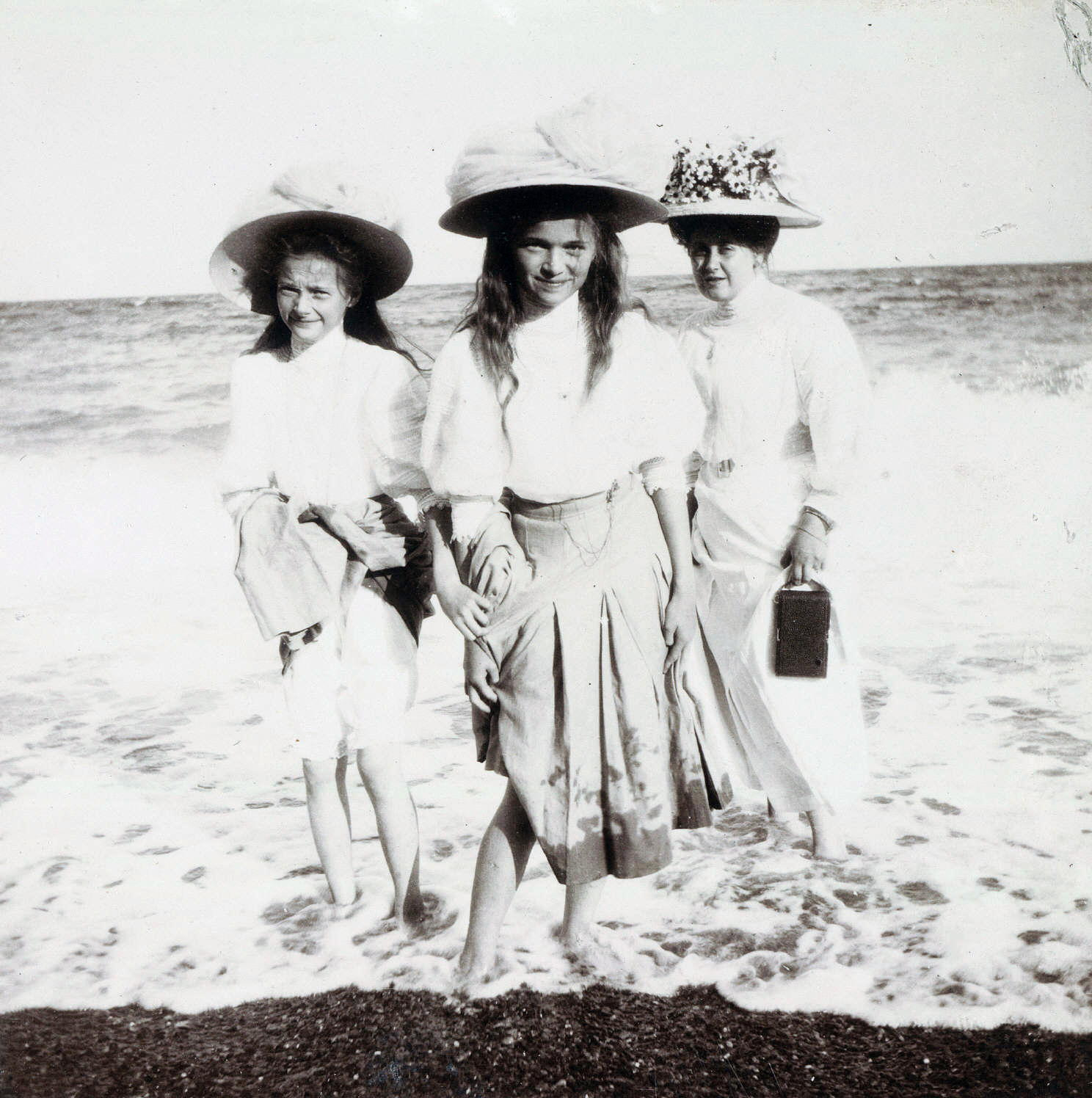
Anna z Wielką Księżną Tatianą i Wielką Księżną Olgą

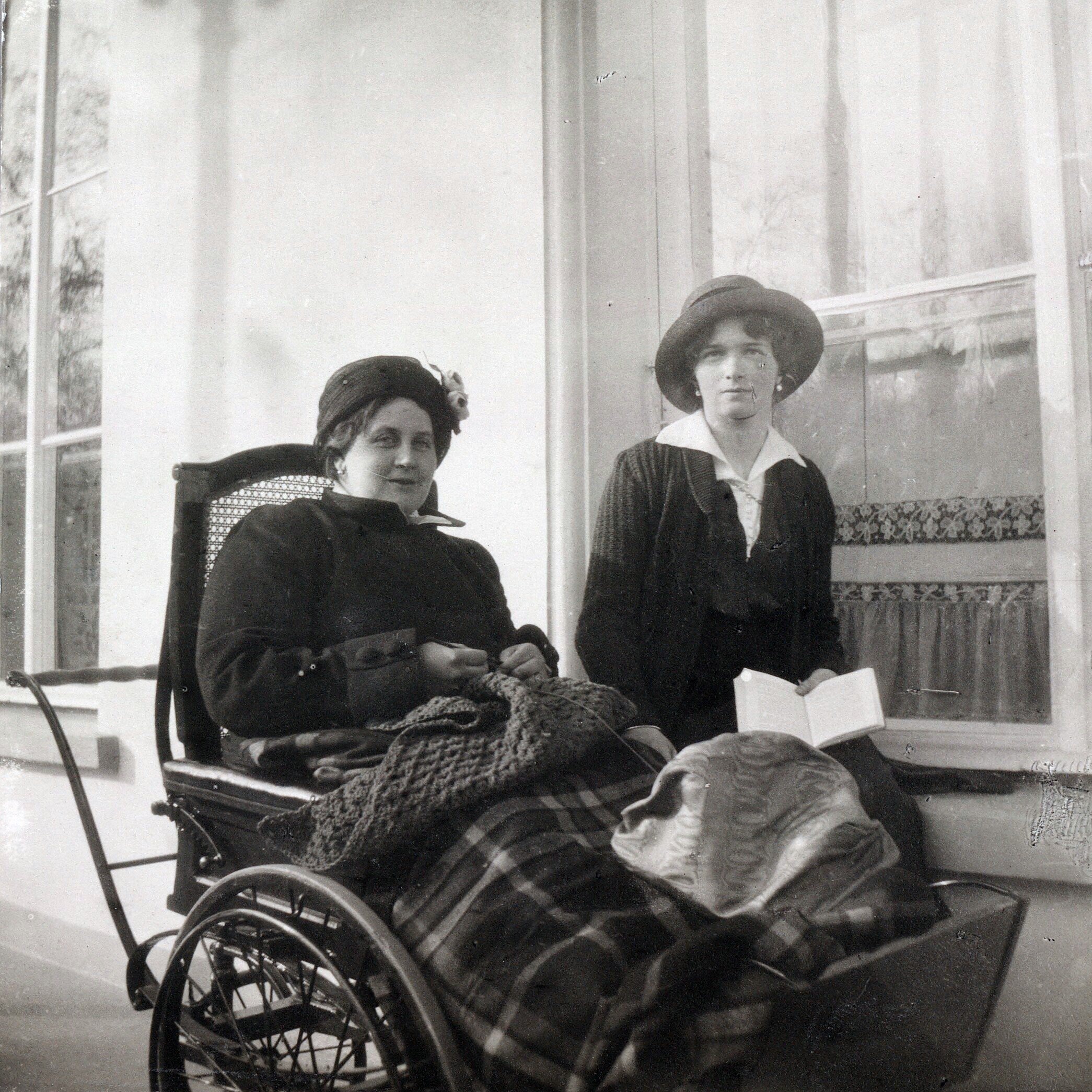
Anna Wyrubowa z Wielką Księżną Olgą Mikołajewną, 1916 rok

W 1907 roku poznała swojego przyszłego męża porucznika Aleksandra Wyrubowa. Mimo zalotów Aleksandra Anna nie chciała za niego wyjść, do małżeństwa przekonała ją dopiero caryca. Świadkami na ślubie był car z żoną. Małżeństwo nie trwało jednak długo. W wyniku wypadku morskiego Aleksander podupadł na zdrowiu psychicznym. Małżeństwo nie zostało nigdy skonsumowane.
Caryca obwiniając się za rozpad małżeństwa przyjaciółki, poświęciła Annie kilka miesięcy. Latem zaprosiła Annę na dwutygodniowy rejs - jak później pisano - pełen długich rozmów i wzajemnych zwierzeń. Od tego momentu przyjaźń carycy i Anny stała się bardzo zażyła i intymna. Car Mikołaj II darzył przyjaciółkę swojej żony specjalnymi względami.
Od lata spędzonego z carycą Anna związała z nią swoje życie. Zamieszkała nawet w małym domku w głębi carskiego parku, dwieście metrów od Pałacu Aleksandrowskiego, często odwiedzana przez carską parę. Często przebywała w pałacu w gronie rodziny carskiej.
Anna nie miała ambicji politycznych. Od carycy pragnęła jedynie zainteresowania i sympatii. Nie uczestniczyła w dworskich uroczystościach, nie ubiegała się także o tytuły. Gdy Aleksandra prosiła, by przyjęła suknię lub pieniądze, oddawała je zazwyczaj ubogim.
Wyrubowa nie była lubiana na dworze. Uważana była za nieatrakcyjną i naiwną. Sądzono, że caryca powinna mieć bardziej olśniewającą przyjaciółkę. Aleksandra, mimo krytycznych uwag o swojej faworycie, nigdy się od niej nie odwróciła.
Anna darzyła bezgranicznym zaufaniem cudotwórcę syberyjskiego Rasputina, którego spotkała podczas jego pierwszej wizyty w Sankt Petersburgu. Rasputin przepowiedział Annie wówczas, że jej małżeństwo nie przetrwa. Późniejsze problemy rodzinne utwierdziły Annę w przekonaniu o nadprzyrodzonych umiejętnościach Rasputina. Bardzo często Aleksandra i Rasputin kontaktowali się właśnie za pośrednictwem Anny. Wyrubowa wierzyła, że może on pomóc choremu na hemofilię carewiczowi Aleksemu.

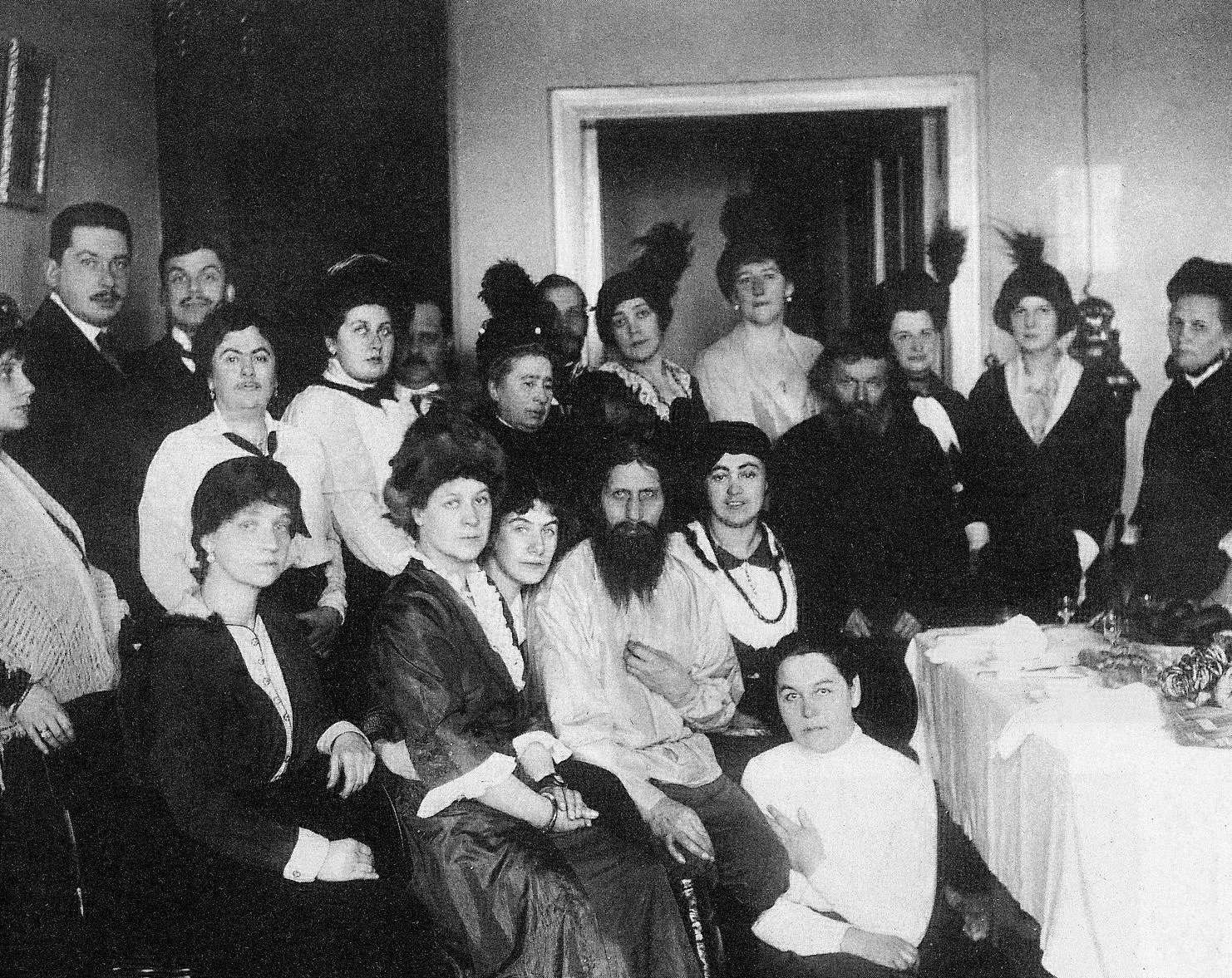
Rasputin i jego wyznawcy: siostra Anny - Aleksandra Pistolkors (w ciąży, stoi po lewej stronie), mąż Aleksandry - Aleksander Pistolkors (drugi z lewej), Anna (stoi czwarta od lewej)

Gdy wybuchła I wojna światowa, Anna przeznaczyła większość swojego niewielkiego majątku na wyposażenie szpitala w Carskim Siole. Mimo iż nie mieszała się w politykę, oskarżano ją o wywieranie wpływu na cara i carycę. Krążyły plotki, które przedstawiały Wyrubową jako potwora zepsucia. Miała rzekomo współżyć z carem i Rasputinem. Oskarżono ją nawet o uprawianie magii i hipnotyzowanie cara. Opowiadano o gorszących orgiach z jej udziałem, które miały odbywać się w pałacu. Plotki te rozpowszechniali zarówno rewolucjoniści, jak i arystokracja.
Po upadku caratu Anna Wyrubowa została uwięziona na rozkaz ministra sprawiedliwości Rządu Tymczasowego. Postawiona przed sądem za domniemane współżycie z carem Mikołajem II Romanowem, broniła się, wnosząc o przeprowadzenie badania ginekologicznego, które potwierdziło jej dziewictwo.
W 1920 roku Anna Wyrubowa opublikowała w Rosji wspomnienia, będące ciekawym źródłem informacji na temat dworu carskiego, choć historycy wykazali w nich wiele nieścisłości. W grudniu 1920 roku nielegalnie przedostała się do Finlandii, gdzie pozostała do końca życia. Początkowo mieszkała w Wyborgu, a później w Helsinkach. Złożyła śluby jako zakonnica Rosyjskiej Cerkwi Prawosławnej, ale ze względu na niepełnosprawność pozwolono jej żyć w prywatnym domu.
Grób Anny Wyrubowej znajduje się w prawosławnej części cmentarza Hietaniemi w Helsinkach.